# Вулиця Івана Франка (Львів)
Ву́лиця Іва́на Франка́ — вулиця у Галицькому, Личаківському та  Сихівському районах міста Львова, у місцевості Софіївка. Починається від площі Соборної та закінчується кільцевою транспортною розв'язкою, що сполучає її з вулицями Панаса Мирного та Козельницькою.
Прилучаються вулиці: Богомольця, Шухевича, Князя Романа, Білозіра, Левицького, Зелена, Саксаганського, Костомарова, Грушевського, Скельна, Кобилянської, Гладишевського, Вітовського, Зарицьких, Руставелі, Стрийська, Паркова, Свєнціцького, Самчука, Ярославенка, Карманського.
Одна з перших серед вулиць Львова за кількістю пам'яток архітектури. На вулиці розташовано 52 кам'яниці, що є пам'ятками архітектури місцевого значення та містобудування міста Львова.

## Назва
У 1950 році з 4 окремих вулиць і однієї площі утворено нову вулицю, завдовжки 3 км. Її назвали на честь Івана Яковича Франка — українського письменника, поета, громадського і політичного діяча. Назви вулиць-попередниць змінювались неодноразово, переважно у зв'язку зі змінами політичних режимів.
Ділянка вулиці від площі Соборної до вулиці Зеленої
- від 1827 року — Збожова (пол. Zbożowa).
- від 1871 року — Панська (пол. Pańska).
- від 1929 року — Пілсудського (пол. Piłsudskiego), на честь польського політичного і державного діяча, прем'єр-міністра Польщі Юзефа Пілсудського.
- від січня 1941 року — Червоноармійська (рос. Красноармейская).
- від серпня 1941 року — Пілсудскіштрассе (нім. Pilsudskistrasse).
- від листопада 1941 року — Гауптштрассе (нім. Hauptstrasse).
- від липня 1944 року — Пілсудського (рос. Пилсудского) — повернута стара довоєнна назва вулиці.
- від грудня 1944 року — Червоноармійська (рос. Красноармейская).

Ділянка від вулиці Зеленої до вулиці Гладишевського
- від 1768 року — Стрийська (пол. Stryjska).
- від 1886 року — Зиблікевича (пол. Zyblikiewicza), названа на честь польського політика, юриста, президента Кракова, маршалка Галицького сейму.
- від листопада 1941 року — Фіхтенштрассе (нім. Fichtenstrasse).
- від липня 1944 року — Зиблікевича (рос. Зыбликевича) — повернута стара довоєнна назва вулиці.
- від грудня 1944 року — Чернишевського (рос. Чернышевского), на честь російського письменника і публіциста Миколи Чернишевського.

Ділянка від вулиці Гладишевського до вулиці Зарицьких
- від 1938 року - площа Пруса (пол. plac Prusa), на честь польського письменника Болеслава Пруса (деякі корінні львів'яни досі називають площу Франка — пляц Пруса).
- від 1943 року - Ґорліцерпляц (нім. Gorlitzeplatz), на честь прориву російського фронту під Горлицями австрійськими та німецькими військами під командуванням генерала Августа фон Макензена навесні 1915 року.
- від липня 1944 року — площа Пруса (рос. площадь Пруса) — повернута стара довоєнна назва площі.
- у радянські часи її умовно називали площею Івана Франка, але офіційно такої адреси не існувало та й усі будинки належать до вулиці Франка.

Ділянка від вулиці Зарицьких до вулиці Ярославенка
- від 1871 року — Святої Софії (пол. św. Zofii).
- від листопада 1941 року — Зофієнштрассе (нім. Zofienstrasse).
- від липня 1944 року — Святої Софії (рос. Святой Софии) — повернута стара довоєнна назва вулиці.
- від грудня 1944 року — Тімірязєва (рос. Тимирязева), на честь російського біолога Климента Тімірязєва.

Остання ділянка від вулиці Ярославенка до вулиці Панаса Мирного
- від 1885 року — Понінського (пол. Ponińskiego), на честь графа Калікста Понінського.
- від грудня 1940 року — Франка, на честь українського письменника, поета, громадського і політичного діяча Івана Яковича Франка.
- від серпня 1941 року — Понінського (пол. Ponińskiego) — повернута стара довоєнна назва вулиці.
- від листопада 1941 року — Франкіштрассе (нім. Frankistrasse).
- від травня 1942 року — Льойтенштрассе (нім. Leuthenstrasse).
- від липня 1944 року — Франка.

## З історії вулиці
У першій половині XIX століття сучасними вулицями Франка та Левицького проходила межа між Галицьким та Личаківським передмістями Львова.
Частина сучасної вулиці Франка, від Стрийського базару до нинішньої вулиці Ярославенка і далі вздовж вул. Ярославенка, віддавна називалася вулицею Святої Софії.
До 1870-х років на перетині вул. Святої Софії та Стрийської дороги існувала Стрийська рогатка. Далі подекуди траплялися садибні будівлі і, як писав Францішек Яворський, «на цьому місці була романтична пустка, непрохідне переплетення урвищ, ярів, глиняних горбів, зосередження різного роду волоцюг…».
Щоправда, на горі ще з початку XVII століття височів костел Святої Софії, фундований львівською міщанкою Зофією Ганель. Відтоді ця околиця називалася Софіївкою. Вона дістала потужний поштовх для розвитку через проведення у 1894 році Галицької крайової виставки. Відтак у 1890—1910 роках вулицю Святої Софії інтенсивно забудовували чиншовими (дохідними) кам'яницями та віллами.
Місце, де сходяться нинішні вулиці Свєнціцького, Самчука, Паркова та Рутковича, свого часу називалося Софійською площею. Офіційно будинки на площі Святої Софії мали нумерацію прилеглих вулиць. На сучасних планах ця площа не має окремої назви.
Свій нинішній вигляд колишня площа Святої Софії отримала на початку XX століття. Щоправда, деякі будівлі дещо змінили свій вигляд. А з новіших додалася будівля ВП «Західна електроенергетична система» ПАТ «Національна енергетична компанія Укренерго» (вул. Свєнціцького, 2), який почали будувати у 1938 році, а закінчили після другої світової війни, та споруда консулату Республіки Польща, збудована вже у XXI столітті.

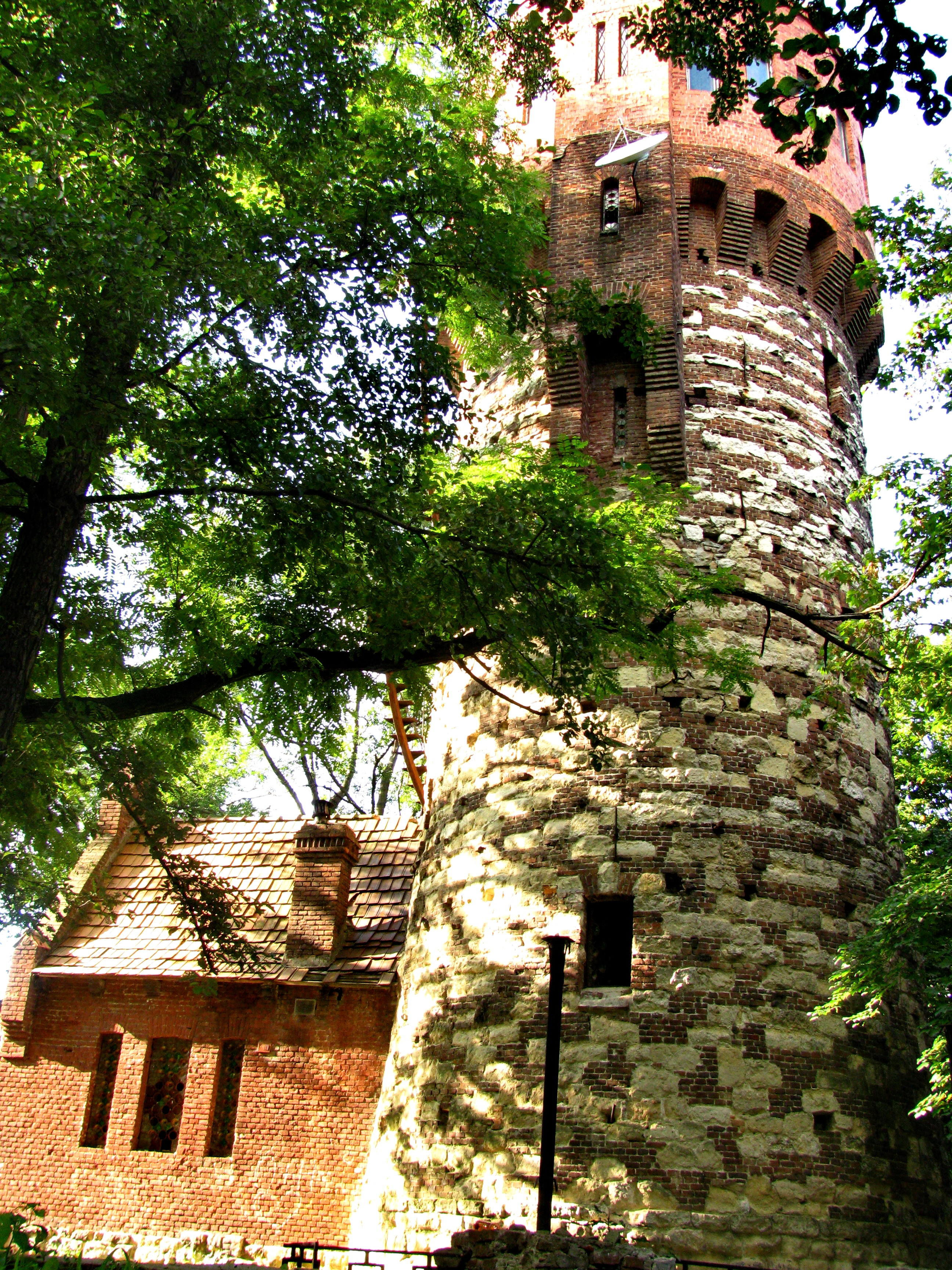
Водонапірна вежа

Остання ділянка вулиці тягнеться вздовж Стрийського парку (парний бік), в якому збереглися деякі будівлі Галицької крайової виставки 1894 року, зокрема, водонапірна вежа, збудована з червоної цегли у «замковому стилі» за проєктом Міхала Лужецького, та кілька перебудованих павільйонів щорічних виставок-ярмарків «Східні торги», які проводилися тут у міжвоєнний період. Після війни (до 1956 року) цю територію займала радянська військова частина, яку потім перевели до казарм, збудованих на вул. Стрийській, а в колишніх павільйонах «Східних торгів» у 1957 та 1967 роках влаштовували виставки з нагоди ювілеїв Жовтневого перевороту.
Непарна сторона вулиці є більше забудованою.
Ділянка нинішньої вул. Івана Франка від храму святої Софії з кінця XIX століття почали інтенсивно забудовувати віллами. 1895 року, на вшанування пам'яті доброчинця Вінцента Понінського — одного з фундаторів посагів для дівчат-сиріт, вулиця отримала назву вул. Понінського. 1940 року вулицю назвали на честь Івана Франка. Під час нацистської окупації вулиця мала назву Leuthenstrasse (укр. Людська), очевидно, через те, що багато вілл призначалося nur für Deutschen (укр. «лише для німців»).
У XXI столітті на кінцевій ділянці вулиці з'явилося кілька новобудов у стилі «євроремонт».

## Забудова
Переважна більшість будинків на вулиці Івана Франка внесено до реєстру пам'яток архітектури місцевого значення м. Львова.
№ 1. Еклектична кам'яниця (колишня адреса — вул. Панська, 1) на розі з вулицею Богомольця, прокладеною у 1904—1905 роках. Кам'яниця споруджена у 1905—1906 роках за проєктом Яна Шульца на місці двоповерхового будинку, який у 1870-х роках належав Альфреду Млоцькому, послу до Галицького сейму. До 1939 року в будинку містився готель «Метрополь» та кав'ярня.
№ 2, 4.

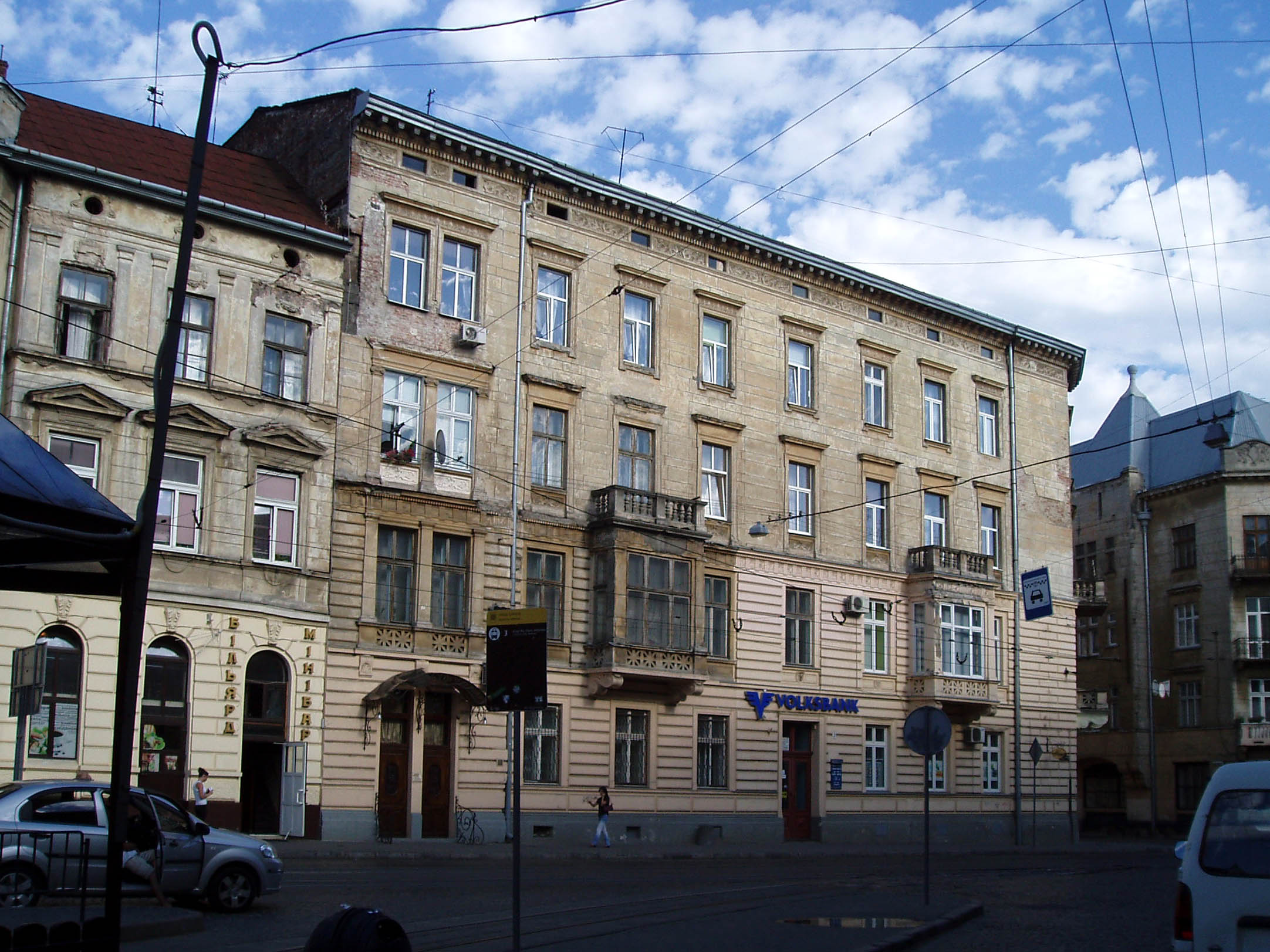
Кам'яниця Давида Мазура (Франка, 3)

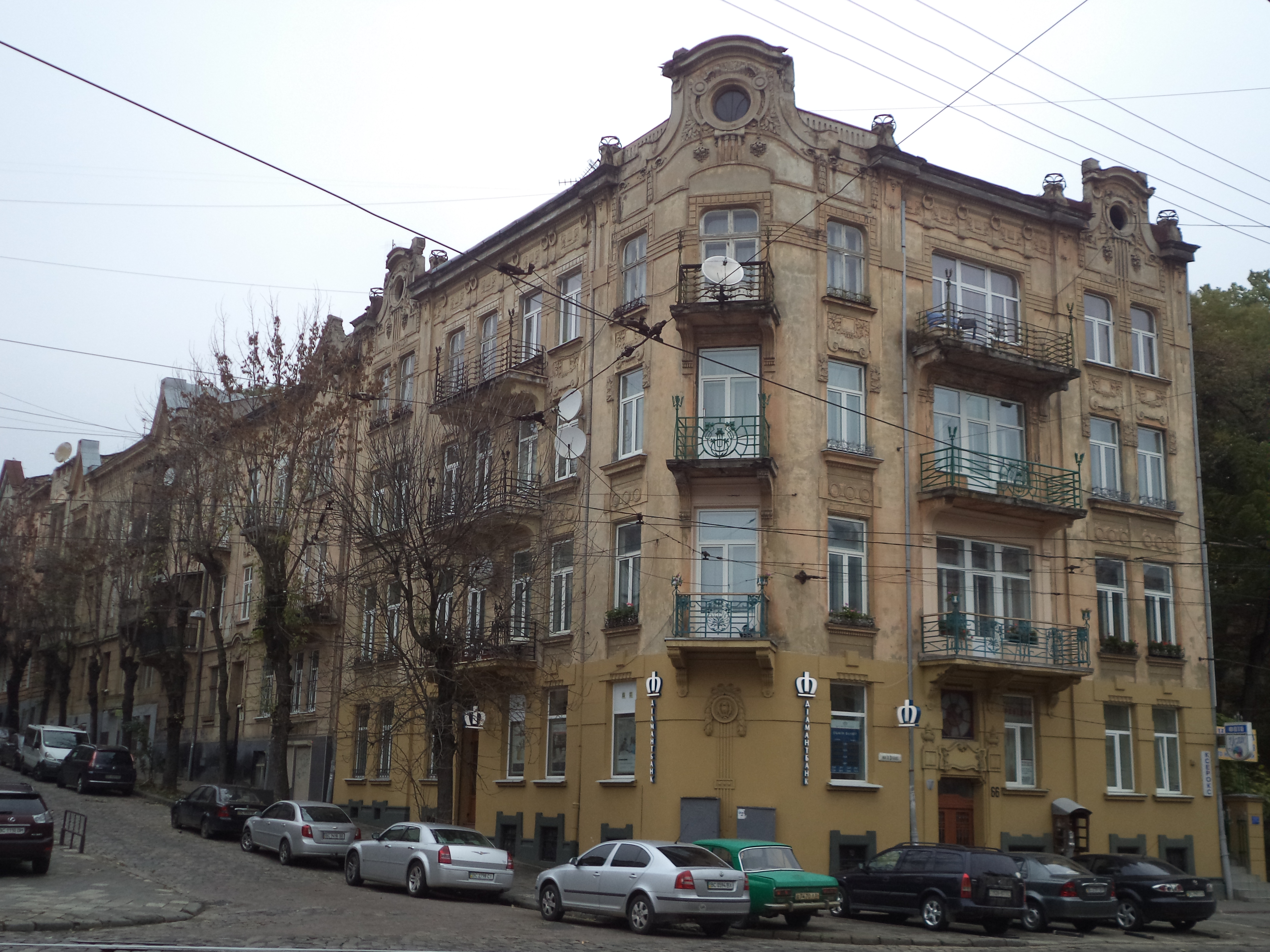
Кам'яниця (Франка, 66)

Вілла-палац графині Ядвіги Русоцької (Франка, 68)

Кам'яниця Генрика Міколяша (Франка, 127)

Вілла Івана Франка (Франка, 152)

Пам'ятка архітектури місцевого значення під охоронними №№  318-м, 319-м

Триповерхові житлові будинки у стилі історизму, споруджені 1883 року за проєктом архітекторів Вінцента Равського-молодшого та Ігнатія Віняжа. Неоренесансне скульптурне оздоблення будинку № 2 виконане Леонардом Марконі.
№ 3.

Пам'ятка архітектури місцевого значення під охоронним № 1403-м

У цій кам'яниці 1887 року відкрив власне фотографічне ательє фотограф Давид Мазур. 1904 року здійснена надбудова ательє за проєктом архітектора Августа Богохвальського та отримало модерністичну конструкцію з металу і скла, що забезпечила верхнє освітлення — її встановила відома на той час львівська фірма Зиґмунта Пйотровича та Яна Шумана.
№ 5.

Пам'ятка архітектури місцевого значення під охоронним № 1286-м

Сецесійний будинок (інша адреса — вул. Богомольця, 2), споруджений у 1907—1908 роках фірмою Івана Левинського. Архітектор Казимир Жечицький. Нині у ній міститься Почесне консульство Канади.
№ 6. — семиповерхова будівля (інша адреса — вул. Шухевича, 1) колишнього бізнес-центру «Галілео», збудованого у 2008—2015 роках будівельною компанією «Девелопмент Інвест Груп» у стилі хай-тек. Нині тут розташований тризірковий готель «Ібіс Стайлз Львів Центр».
№ 7.

Пам'ятка архітектури місцевого значення під охоронним № 322
  
Житловий будинок (колишня адреса — вул. Панська, 9), що постав внаслідок перебудови у 1911—1912 роках триповерхової кам'яниці, збудованої у 1874 році. Перебудова у стилі раціональної сецесії з елементами неокласицизму здійснювалася за проєктами Владислава Рауха та Броніслава Бауера. Фасад завершує фронтон мансардного даху та чотирикутна вежа зі шпилем. Вхідні двері кам'яниці, зроблені у стилі ар деко. До війни у цій кам'яниці містився Львівський музичний інститут.
№ 8. 

Пам'ятка архітектури місцевого значення під охоронним № 323-м

Кам'яниця збудована у 1911—1914 роках за проєктом Станіслава та Кароля Ріхтманів у стилі раціональної сецесії з елементами неоготики. У трикутному фронтоні будівлі вміщено горельєф хлопчика з птахом.
№ 9. Кам'яницю спорудили 1898 року за проєктом Анджея Ґоломба у стилі неоренесансу. Її завершує, між двома класичними балюстрадами, металева сецесійна решітка.
№ 15.

Пам'ятка архітектури місцевого значення під охоронним № 324-м

Житловий будинок
№ 17.

Пам'ятка архітектури місцевого значення під охоронним № 325-м
 
Неоготична кам'яниця «На стовпах» (інша адреса — вул. Левицького, 1), розташована на розі з вулицею Левицького. Збудована за проєктом Саломона Рімера.
№ 19. Двоповерхова наріжна кам'яниця з протилежного боку вулиці Левицького, збереглася з другої половини XIX століття.
№ 20. Початково житловий будинок (колишня адреса — Панська, 22), зведений за проєктом Войцеха Гаара у 1874—1875 роках для Марії і Віктора Малиновських. У 1897—1908 роках належав Львівському аптекарському товариству, котре провело переобладнання із влаштуванням торгових приміщень на першому поверсі, що здавалися в оренду. Товариство, бібліотека та редакція журналу «Czasopismo Aptekarskie» містилися на верхніх поверхах. Будинок перебудовано у післярадянський час і разом із цим втрачений неоренесансний декор, а також порушено композицію фасаду карнизом-дашком, що нависає над вулицею. Нині тут головне відділення львівської філії «OTP Банку».
№ 21. Триповерхова чиншова кам'яниця. У 1880—1890-х роках такими будинками була забудована парна сторона вулиці (№ 12—22).
№ 22. За Польщі у цій кам'яниці (колишня адреса — вул. Зиблікевича, 2) містився ресторан та магазин делікатесів і колоніальних товарів (вина, горілка, лікери тощо) Миколая Левицького.
№ 23.

Пам'ятка архітектури місцевого значення  під охоронним № 1676-м
 
Житловий будинок
№ 23а. Чотириповерхова будівля перукарсько-косметичного комплексу «Чародійка» (1970-ті роки, архітектор Микола Мікула. Споруда закриває подвір'я, на якому колись розташовувався кінотеатр просто неба «Літній-2». Замикає це подвір'я блок п'ятиповерхових житлових будинків для працівників Поштової ощадної каси (пол. Pocztowa Kasa Oszczędności), збудований наприкінці 1920-х років за проєктом Євгена Червінського. Будинки, оздоблені пілястрами з потужними капітелями коринфського ордеру, дещо нагадують сталінську неокласику 1940—1950-х років.5 квітня 2019 року виконком ЛМР погодив рішення стосовно будівництва готелю французької мережі Ibis на місці «Чародійки». Забудовниками виступили власники будівлі — це ТзОВ «Чародійка холдинг» та ТзОВ «Елембуд». Новозбудований готель буде мати назву «Ibis Red».
№ 25.

Пам'ятка архітектури місцевого значення під охоронним № 665-м

Палац Баворовських, збудований наприкінці XIX століття у неокласичному стилі. У XVIII столітті на цьому місці стояв палац Сенявських, у якому 1698 року зупинявся польський король Август ІІ. Пізніше палац належав родині князів Чорторийських. Нині будинок носить статус адміністративної будівлі, оскільки тут знаходиться Львівський обласний військовий комісаріат.
№ 26.

Пам'ятка архітектури місцевого значення під охоронним № 1677-м
 
Житловий будинок (колишня адреса — вул. Зиблікевича, 6), збудований у 1930-х роках за проєктом архітектора Вітольда Мінкевича у стилі функціоналізму. Нині тут діє аптека DS.
№ 28.

Пам'ятка архітектури місцевого значення під охоронним № 326-м
  
Житловий будинок (колишня адреса — вул. Зиблікевича, 8), збудований у 1899 році за проєктом Анджея Ґоломба. Тут мешкав архітектор Едмунд Жихович. Два поверхи цього будинку займав приватний дівочий ліцей імені Адама Міцкевича, яким керувала дружина Жиховича Ольга, донька відомого скульптора Париса Філіппі. Вона була власницею кам'яниці. На фасаді у ніші другого поверху уміщено скульптуру Адама Міцкевича роботи Леонарда Марконі. Раніше на цьому місці стояла приміська садиба, зображення якої міститься в книзі Адама Краєвського «Львівські передмістя».

Адміністративний суд (Саксаганського, 13)

Адміністративний суд (вул. Саксаганського, 13, колишня адреса — вул. Зиблікевича, 10). Будинок є продовженням лінійної забудови вулиці Франка, але належить до вулиці Саксаганського, на перехресті з якою утворює гострий кут. Проект, розроблений у Відні, перероблено у 1913 році проєктним бюро Міхала Уляма. Будівництво, перерване Першою світовою, завершено фірмою Уляма лише 1921 року. Будівля споруджена в еклектичному стилі з неоренесансними аттиками.
Початково тут була Цісарсько-королівська фінансова прокуратура та Військова інспекція.
У 1887—1893 роках за цією адресою знаходився невеличкий одноповерховий будинок садибного типу, у якому мешкав Іван Франко із сім'єю. Тут народилися його сини Тарас, Петро та донька Анна. Тут Іван Франко редагував журнал «Народ», писав збірку «В поті чола», поему «Смерть Каїна», повість «Лель і Полель», для своїх дітей — казку «Лис Микита», інші твори. У радянські часи — штаб з'єднання військово-повітряних сил. Нині будівлю займає Восьмий апеляційний адміністративний суд.
№ 32.

Пам'ятка архітектури місцевого значення під охоронним № 1058-м
 
Житловий будинок (колишня адреса — вул. Зиблікевича, 12) перебудували на початку XX століття, додавши четвертий поверх та оздобивши його у стилі сецесії. До 1939 року цю адресу мало інженерно-будівельне бюро інженера Генрика Сандіга.
Сусідня кам'яниця (вул. Грушевського, 23, колишня адреса — вул. Зиблікевича, 14), залишилась триповерховою, але у 1920-х роках перший поверх оздобили спіральні пілястри у стилі ар деко. До 1939 року цю адресу мала аптека Прокеша «Під Святим Миколаєм».
№ 33.

Пам'ятка архітектури місцевого значення під охоронним № 1059-м
 
Житловий будинок (колишня адреса — вул. Зиблікевича, 3), споруджений у 1913 року в стилі раціональної сецесії за проєктом Адама Опольського. Асиметричний фасад кам'яниці оздоблюють шість пілястр, з фігурами атлантів у капітелях. У тимпані трикутного фронтону — півциркульне вікно між двома вазами-рельєфами та вусатий маскарон. Портал входу до будинку виконано у дворковому стилі, з двома опуклими колонами. На місці цього будинку колись був промисловий заклад «Янів».
№ 36. (інша адреса — вул. Грушевського, 20), наріжна кам'яниця, в якій за Польщі працював ресторан Гервюца. У 2000-х роках тут працювала студія дизайну «Гардин», взуттєвий магазин «Ле Гранд» та магазин жіночого одягу «Крісті». Магазини працюють й понині, а на початку 2010-х років в колишньому приміщенні студії дизайну відкрилося відділення Альфа-Банку, яке на початку 2016 року закрилося, а натомість у травні 2016 року тут відкрилося відділення АТ «Артем-Банку».
№ 37.

Пам'ятка архітектури місцевого значення під охоронним № 2217-м
 
Житловий будинок (колишня адреса — вул. Зиблікевича, 7), будинок, споруджено у 1911 році за проєктом Бруно Ауера у стилі раціональної постсецесії, виходить на бічну вулицю Костомарова, якою до початку XX століття протікала річка Сорока — притока Полтви, що перетинала тут вул. Зиблікевича й текла далі вздовж нинішньої вул. Саксаганського 1994 року на фасаді будинку встановлено меморіальну таблицю, яка інформує, що тут мешкали українські діячі — поет Петро Карманський та психолог і фізіолог Яким Ярема, авторства скульптора Володимира Лози.
№ 41. (колишня адреса — вул. Зиблікевича, 11). У 1891—1939 роках в будинку містилася майстерня архітектурно-скульптурного закладу Якуба Баллабана та Людвіка Тировича. У міжвоєнний період тут працювали також магазин з продажу мила Ґрінберґа, магазин спортивних товарів «Польський спорт» та склад автомобілів і запчастин. За радянських часів містився трамвайний диспетчерський пункт, а нині — тягова підстанція «Львівелектротрансу».
№ 43.

Пам'ятка архітектури місцевого значення під охоронним № 1060-м
  
Триповерхова кам'яниця (колишня адреса — вул. Зиблікевича, 15), збудована у 1897—1898 роках у необароковому стилі за проєктом Якуба Баллабана та Юліуша Цибульського. Скульптурне оздоблення Броніслава Солтиса. До 1939 року тут містилася Львівська видавнича спілка та спілка «Видавництво польське».
№ 45 — двоповерхова кам'яниця у 1920—1934 роках була осідком архітектурного бюро Домініка Вуховича.
№ 46, 48, 50, 52

Кам'яниця (Франка, 46)

Пам'ятки архітектури місцевого значення під охоронними №№ 755-м, 756-м, 757-м, 758-м

Будинки (колишні адреси — вул. Зиблікевича, 24, 24а, 26, 26а) утворюють курдонер, збудований у 1910—1912 роках у стилі раціональної сецесії за проєктом Александра Вартересєвича-Слонєвського. У цьому блоці з чотирьох будівель дещо вирізняється дім № 50, оздоблений елементами мавританської готики та двома рельєфами драконів роботи Івана Севери. Раніше через сходи з фігурою Божої Матері, якими закінчується курдонер, можна було перейти на вул. Кирила і Мефодія. В будинку № 50 від 1950-х років діяв салон з пошиття та ремонту одягу і ремонту панчіх, нині тут салон краси «Л'Етуаль». 21 вересня 2024 року в будинку № 46 відкрили Обласний пластовий центр імені Олександра Тисовського. Тут пластуни зможуть проводити сходини. вишколи та організовувати заходи. На понад 200 м² розмістили офіс пластового центру, два конференц-зали та допоміжні кімнати.
№ 49. 
Житловий будинок
№ 53. 

Пам'ятка архітектури місцевого значення під охоронним № 327-м
  
Житловий будинок
№ 55. 

Пам'ятка архітектури місцевого значення під охоронним № 328-м
  
Постсецесійна кам'яниця (колишня адреса — вул. Зиблікевича, 27), збудована у 1911 році архітектором Міхалом Улямом, у якій він мешкав зі своєю родиною. Його син Станіслав Мартин Улям був відомим математиком і фізиком, учнем Стефана Банаха, на час еміграції у США він працював над проєктом термоядерної бомби. В кам'яниці був салон дамських капелюшків Недбаль та магазин цементних виробів Фроймана. За Польщі тут також знаходилося інформаційне бюро (військові справи). Нині тут знаходиться клуб-студія «Gatto»..

Монастирський комплекс оо. Редемптористів з невеликою церквою Непорочного Зачаття Пресвятої Богородиці (Франка, 56)

№ 56 — монастирський комплекс оо. Редемптористів з невеликою церквою Непорочного Зачаття Пресвятої Богородиці, споруджений у 1882—1884 роках в неороманському стилі для сестер Василіянок. Хоча ця невелика церква не була парафіяльною, до неї приходили на Службу Божу греко-католики з усієї Стрийської дільниці. Адміністраторами церкви були о. Теодозій Лежогубський і професор Академічної гімназії о. доктор Йосип Застирець. За радянських часів у приміщенні монастиря був гуртожиток обласної партійної школи, потім туристична база, а у храмі містилося кафе.
№ 57.

Пам'ятка архітектури місцевого значення під охоронним № 329-м
  
Житловий будинок
№ 58. Одноповерховий будинок, який належить до монастирського комплексу оо. Редемптористів.
№ 59.

Пам'ятка архітектури місцевого значення під охоронним № 330-м
 
Власна сецесійна кам'яниця Саломона Рімера (колишня адреса — вул. Зиблікевича, 31), збудована ним у 1905–1907 роках. На першому поверсі містився овочевий магазин Еріха.
№ 60. За радянських часів тут знаходився опорний пункт правопорядку, нині тут магазин жіночого одягу «Маст Бутік», студія дизайну «Флердоранж».
№ 61. (колишня адреса — вул. Зиблікевича, 33), із середини XIX століття й до кінця 1970-х років тут стояла довга будівля колишньої пральні та складу ліжок і постільної білизни австрійського війська. У 1983 році на цьому місці спорудили шестиповерхову будівлю для інституту «Воєнппроект». Колектив авторів: головні інженери проекту В. Крюков, В. Пешков, архітектори О. Гукович, В. Суц, А. Симбірцева, головний конструктор І. Богачик.
№ 62. За радянських часів працював магазин-салон з обслуговування інвалідів, нині тут магазин квітів «Квітковий дім».

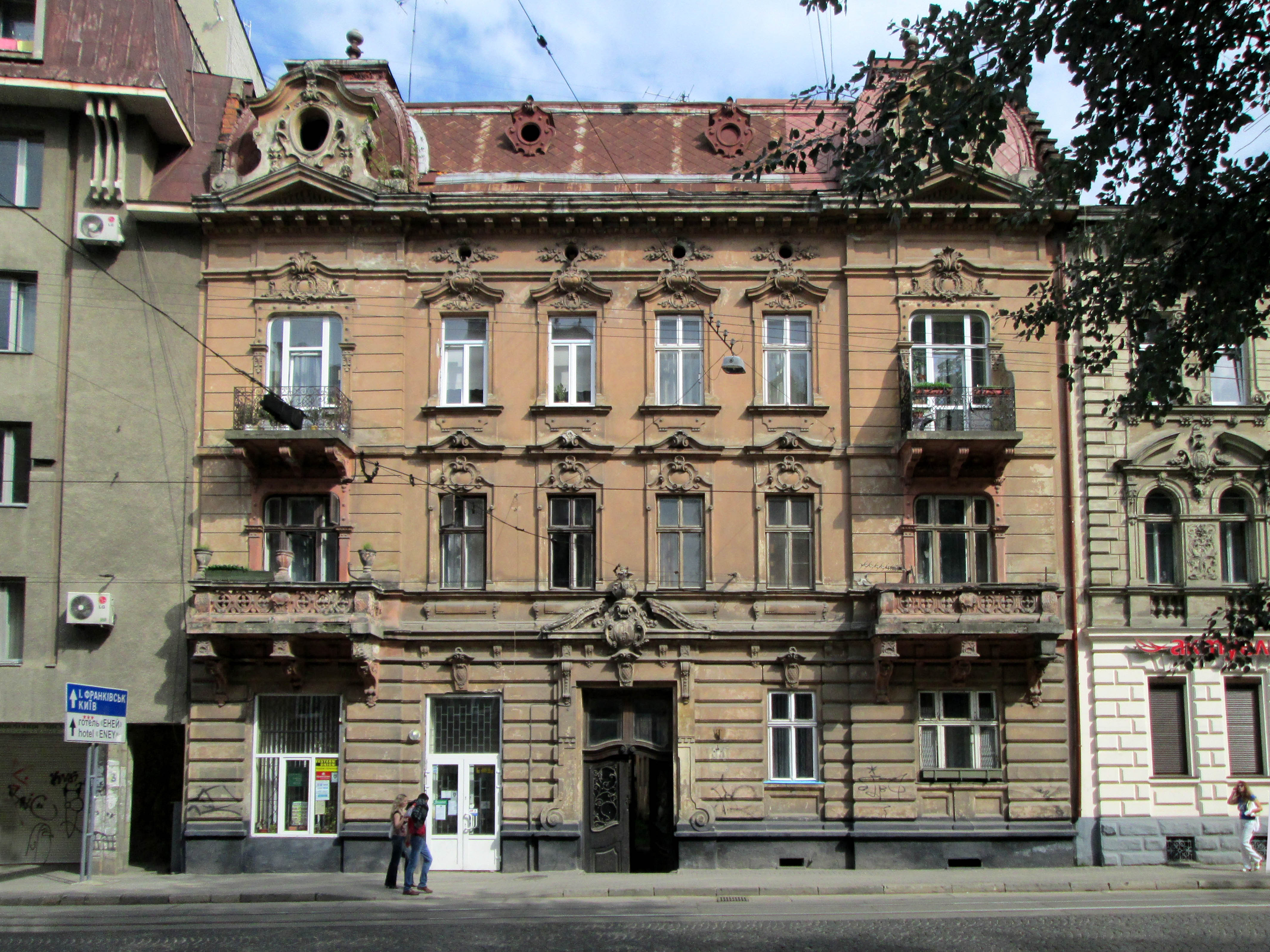
Кам'яниця (Франка, 63)

Кафедра екології НЛТУУ (вул. Кобилянської, 1; колишня адреса — вул. Зиблікевича, 36). Ділянка, на якій розташований будинок є уявним продовженням вул. Франка. Колись на тій ділянці розташовувався невеликий костел святого Марка, споруджений у стилі бароко коштом Зузани Остроградської з роду львівських патриціїв Кампіанів. Під час касаційних реформ австрійського уряду кінця XVIII століття, а саме у 1784 року костел було ліквідовано, а його будівлю розібрано. У 1881 році, за проєктом архітектора Бруно (Броніслава) Бауера звели будівлю, куди з вулиці Святого Миколая перенесли Крайову школу лісового господарства. Поруч із школою був заснований невеликий дендрарій. Нині в будинку міститься кафедра ландшафтної архітектури, садово-паркового господарства та урбоекології НЛТУУ.
№ 66.

Пам'ятка архітектури місцевого значення під охоронним № 1061-м
  
Чотириповерхова наріжна сецесійна кам'яниця (колишня адреса — вул. Зиблікевича, 38), збудована у 1907 році за проєктом Юзефа Горнунга.
№ 68.

Пам'ятка архітектури місцевого значення під охоронним № 1062-м
 
Вілла-палац графині Ядвіги Русоцької, споруджена 1898 року в стилі історизму, з парадним ґанком та наріжною вежею зі шпилем, за проєктом Вінцента Равського-молодшого. Нині тут перебуває юридичний факультет Львівського торговельно-економічного університету.
№ 69. Кам'яниця (колишня адреса — вул. Зиблікевича, 41), збудована 1907 року у стилі сецесії за проєктом Тадея Обмінського. Вирізняється ажурним металевими кронштейнами балконів третього поверху та карнизу.
№ 71. 

Пам'ятка архітектури місцевого значення під охоронним № 331-м

Сецесійна кам'яниця (колишня адреса — вул. Зиблікевича, 43), збудована 1911 році і оздоблена скульптором Францішком Томашем Бєрнатом у стилі близькому до маньєризму. Творить із попереднім будинком (№ 69) єдиний сецесійний ансамбль. У підвалі будинку на стінах та стелі виявлено малюнки та написи на івриті синагоги «Ховевей га-дат». За Польщі тут містилася молочарня Павловського..
На колишній пл. Пруса переважають еклектичні чиншові кам'яниці, збудовані у 1890-х роках, але деякі з них мають індивідуальні елементи оздоблення. Зокрема, фронтон «зиґмунтовських часів» на будинку № 78 чи наріжна баня над кам'яницею № 82.
№ 73. Вілла Зиґмунта Дронґовського (колишня адреса — вул. Зиблікевича, 45), збудована 1888 року у модному для тодішніх палаців стилі французького неоренесансу, за проєктом Альфреда Каменобродського. До 1939 р. цю адресу мала слюсарна майстерня Еміліана Стеця та Станіслава Червінського. Нині тут розмістився ресторан та готель «У бюргера». Прибудований нещодавно масивний критий ґанок з металевими колонами та рожевими блискучими сходами не дуже пасує до цієї будівлі.
№ 75.

Пам'ятка архітектури місцевого значення під охоронним № 332-м

Сецесійна кам'яниця (колишня адреса — вул. Зиблікевича, 47), збудована у 1907 році за проєктом Тадея Обмінського. Тут розташовувалася фабрика ковдр Петрушевського..
№ 81. (колишня адреса — вул. Святої Софії, 1). Початково ділянка належала громаді (ґміні) Королівського столичного міста Львова й призначалася для Стрийського базару, який функціонує тут донині.
№ 82. (колишня адреса — вул. Зиблікевича, 50). За Польщі цю адресу мала аптека Антонія Марковича, нині — аптека № 16.
№ 83, 85.

Пам'ятки архітектури місцевого значення під охоронними №№ 333-м, 666-м
 
Два будинки (колишня адреса — вул. Святої Софії, 3, 5), споруджені близько 1910 року, у стилі раціональної сецесії.
№ 84. 

Пам'ятка архітектури місцевого значення під охоронним № 1404-м
 
Завершувала вул. Зиблікевича велика будівля (колишня адреса — вул. Зиблікевича, 52), збудована у 1905—1907 роках за проєктом Августа Богохвальського для львівського кам'яничника та будівничого Баруха (Якуба) Зильберштайна. В будинку також був пансіонат «Затишшя». Наріжні бані цієї масивної будівлі ще нагадують про еклектику кінця XIX століття, а овали фронтонів під ними, ліпнина на стінах та мереживо металевих решіток зроблені за сецесійними зразками. У 1950-х роках тут містився фотосалон артілі «Трудфото», пізніше книгарня, комісійний магазин та майстерня з виготовлення ключів. Нині тут працюють «Аптека низьких цін» (відкрилася 6 червня 2014 року), книгарня та туристична фірма «Юнта».
№ 87, 89. 

Пам'ятка архітектури місцевого значення під охоронними №№ 334-м, 1063-м
 
Будинки (колишня адреса — вул. Святої Софії, 7, 9), споруджені у 1905—1906 роках за проєктом архітектора Августа Богохвальського в стилі декоративної сецесії. В будинку № 7 за Польщі працювала пральня Жачек.
№ 90. 

Пам'ятка архітектури місцевого значення під охоронним № 335-м
 
Кам'яниця, збудована у стилі раціональної сецесії 1910 року за проєктом Генрика Сальвера.
№ 98. 

Пам'ятка архітектури місцевого значення під охоронним № 336-м
 
Триповерхова кам'яниця (колишня адреса — вул. Святої Софії, 14), збудована у 1893 році за проєктом Якуба Баллабана будівничим Вінцентом Кузневичем — у поєднанні неоготичного та неороманського стилів, з нетинькованою кладкою фасадних стін охристою та червоною цеглою, декоративними керамічними плитками та шпичастими малими вежами на карнизі. Власником будинку був фабрикант кахлів Берл Нойвонер. Продукція його фірми на Снопкові при нинішній вулиці Василя Стуса, 25, оздоблювала стіни будинку.
№ 100. Ймовірно, найстаріша кам'яниця (колишня адреса — вул. Святої Софії, 16) на цій ділянці вулиці. У її подвір'ї гарно доглянутий садочок — приклад ініціативи та господарності мешканців будинку.
№ 102. На цій ділянці відбувається будівництво нового будинку.
№ 104. Триповерхова чиншова кам'яниця (колишня адреса — вул. Святої Софії, 16), декорована у необароковому стилі. Над входом встановлено погруддя Адама Міцкевича роботи Леонарда Марконі.
№ 105, 107.(колишня адреса — вул. Святої Софії, 21, 21а) — житлові будинки Луціана Берсона, зведені у 1937—1939 роках за проєктом Фердинанда Касслера у стилі функціоналізму, на місці садиби з двоповерховим класистичним палацом, який належав Станіславу Яну Єжи Желеховському, власнику бюро реклами та оголошень.
№ 108. (колишня адреса — вул. Святої Софії, 24). До 2005 року тут розташовувалася будівля колишньої школи Святої Софії, збудована у 1878 році за проєктом архітектора Юзефом Каетаном Яновським на місці міської цегельні, ліквідованої у 1860-х роках. Існує також версія про побудову школи у 1886 році за проєктом Ігнатія Брунека, можливо, це пов'язане з добудовою або реконструкцією будівлі. У березні 2005 року архітектурно-містобудівною радою при Управлінні архітектури та містобудування Львівської міської ради «прийнятий за основу» проект будівництва двох модерних споруд, поєднаних перехідною галереєю. Будівництво тривало шість років і закінчилося у 2011 році, а 16 травня 2012 року відбулося урочисте відкриття комплексу будівель Генерального консульства Республіки Польща у Львові за участю міністрів закордонних справ Польщі й України – Радослава Сікорського і Костянтина Грищенка.
№ 110. В колишній віллі (інша адреса — вул. Самчука, 1) львівського художника Станіслава Батовського-Качора 22 липня 1987 року відкрито Консульське Агентство ПНР у Львові. 1993 року, вже у незалежній Україні, Агентство було перетворене на Генеральне консульство Республіки Польща у Львові. Через збільшення персоналу консульства цього приміщення стало недостатньо. У 2006 році розпочато будівництво нової резиденції Генерального консульства РП при вулиці Франка, 108, а цю будівлю було кардинально реконструйовано. Від 2012 року тут працює Відділ Карти Поляка Генерального консульства Республіки Польща у Львові.
№ 111. Колишній «Дім українських інвалідів» (колишня адреса — вул. Святої Софії, 25), заснований 1920 року. Будинок належав Кредитовому товариству «Дністер», а допомогу інвалідам УГА здійснювало Товариство опіки над українським інвалідами. У 1930-х році цей заклад переїхав на вулицю Потоцького, 48.
№ 114. 

Пам'ятка архітектури місцевого значення під охоронним № 337-м

Колишня вілла промисловця, власника фабрики штучних добрив Юліана Ванґа (колишня адреса — вул. Святої Софії, 30), збудована у 1899 році архітектором Теодором Маріаном Тальовським. Ця вілла з нетинькованої червоної цегли, з першим поверхом, обличкованим ламаним каменем, поєднує готичний й романський стилі. Щоправда, дві невеличкі вежі з цибулястими банями вносять деякий «візантійський» дисонанс, хоча надають віллі певної оригінальності.
№ 116, 118. Дві чотириповерхові кам'яниці (колишня адреса — вул. Святої Софії, 32, 32-А), збудовані близько 1910 року у стилі раціональної постсецесії.
№ 117. (колишня адреса — вул. Святої Софії, 29а). В глибині ділянки знаходиться вілла в стилі неокласицизму, збудована для аптекаря Зиґмунта Броніслава Дронґовського.
№ 119. 

Пам'ятка архітектури місцевого значення під охоронним № 338-м

Будівля Закладу для незрячих фундації графів Єжи Чарторийського та Станіслава Мицєльського, знаходиться на підвищенні. Раніше цей заклад знаходився на вулиці Личаківській, 37. Триповерховий будинок школи (колишня адреса — вул. Святої Софії, 31), збудовано 1900 року у стилі неокласицизму з елементами декору у закопанському стилі на піддашшях. Архітектори Юзеф Каетан Яновський та Людвік Балдвін-Рамулт. На фасаді встановлено дати 1851–1901 (роки заснування Закладу для сліпих та перенесення його на вул. св. Софії). Нині — КЗ ЛМР «Львівська спеціальна загальноосвітня школа № 100 І-III ступенів» для незрячих дітей. До школи примикає невеликий парк з кількома господарськими будинками та невисоким курганом.
№ 121. Вілла біля костелу Святої Софії. Збудована на замовлення сестер шариток у «швейцарському» стилі, як санаторій для дітей. Проєкт Філіпа Покутинського від 1872 року, реалізований 1873 року. Віллу сильно пошкоджено під час боїв 1944 року.
№ 121а. 

Пам'ятка архітектури місцевого значення під охоронним № 362-м

Храм Святої Софії. На кошти львівської міщанки Софії Ганель, власниці будинку на Ринку (тепер № 5) на цьому підвищенні у 1594 році був зведений невеликий, початково дерев'яний, костел. Землі також належали Софії Ганель, в той час називалися Кошнарівкою і знаходились серед букового лісу над потоком Свинория. Костел спалили турки під час облоги Львова 1672 року. На його місці у 1760–1765 роках збудували новий мурований костел. У 1789 році власником прилеглих ґрунтів став львівський райця Ян Антоній Лукевич, який відновив костел, заснував при ньому сиротинець сс. Милосердя для дівчат. Починаючи від 1832 року, 24 червня щороку, відбувалося жеребкування посагу, фондованого доброчинцями для однієї з дівчат.
У 1864 році костел перебудували й необароковий фасад оздобили статуями Святої Софії та її дочок Віри, Надії, Любові, виконані скульптором Павлом (Паулем) Ойтелє (дотепер збереглося лише дві фігури). Костел був філією римо-католицької парафії Святого Миколая. У 1944 році храм закрили й перетворили на склад. У 1992 році його передали греко-католицькій парафії Святої Софії.
№ 122. 

Пам'ятка архітектури місцевого значення під охоронним № 759-м

Вілла «Марія» (колишня адреса — вул. Святої Софії, 36), споруджена у 1896 році для себе архітектором Наполеоном Лущкевичем. Збереглася дерев'яна веранда з ажурною різьбою та різьблені причілки двосхилих дахів. Збереглась автентична стара огорожа. Тут свого часу було знято ряд сцен із фільму «Пастка» Олега Бійми за романом Івана Франка «Перехресні стежки».
№ 123. Будинки, збудовані у другій половині XIX століття для потреб сиротинця сс. Милосердя та парафії костелу Святої Софії.
Львівська українська приватна гімназія «Альфа» (вул. Ярославенка, 3, 5; колишня адреса — вул. Святої Софії, 35, 37), що міститься у двох кам'яницях збудованих у 1920—1930 роках.
№ 124, 126, 128, 130, 132. 

Пам'ятки архітектури місцевого значення під охоронними №№ 339-м, 2218-м, 2219-м, 2220-м, 2221-м

Триповерхові, на високих цоколях, кам'яниці (колишня адреса — вул. Святої Софії, 40, 42, 44, 46, 48), збудовані у 1907 році за проєктом Людвіка Балдвіна-Рамулта, становлять своєрідний сецесійний ансамбль, що східцями піднімається вгору вулицею Франка. При цьому кожний будинок має індивідуальні риси. Під № 130 мешкав відомий філософ, засновник Львівсько-Варшавської філософської школи Казимир Твардовський, а у будинку № 132 — польський поет і ректор Львівського університету Ян Каспрович.
№ 125. 

Пам'ятка архітектури місцевого значення під охоронним № 1406-м

Вілла (колишня адреса — вул. Понінського, 1), споруджена у 1896 році. Власником цієї вілли з романтичною вежею, завершеною шпилем, був професор медицини Юзеф Вічковський (1858–1924), який, окрім лікарської та викладацької діяльності, писав книги про Львів. З нагоди X з'їзду польських лікарів та природознавців, що відбувся у Львові 1907 року, він видав книгу «Львів: Його розвиток та культурний стан, а також Путівник по місту», яка містить багато цінної інформації про галицьку столицю початку XX століття.
№ 127. 

Пам'ятка архітектури місцевого значення під охоронним № 340-м

Вілла (колишня адреса — вул. Понінського, 3), збудована у 1910–1911 роках в необароково-модерному стилі фірмою Едмунда Жиховича за проєктом В. Літвіновича. Власником був фотограф Генрик Міколяш (1872–1931), який походив з родини львівських фармацевтів, власників Пасажу Міколяша та аптеки на вул. Коперніка, 1.
№ 129. Триповерховий функціоналістичний будинок, збудований у 1937–1938 роках за проєктом Артура Шталя. Меморіальна таблиця радянських часів на фасаді будинку інформує, що у 1939–1941 роках тут мешкав письменник-комуніст Олександр Гаврилюк.
№ 133. Велика вілла, що належала графу Станіславу Скарбеку-молодшому. У вересні 1939 року в будинку розпочала роботу Львівська обласна дитяча технічна та сільськогосподарська станція. Під час Другої світової війни заклад не працював і лише по війні, 18 серпня 1944 року, він відновив свою роботу. 1952 року відбулося роз'єднання дитячої технічної та сільськогосподарської станцій на дві обласні позашкільні установи – станцію юних натуралістів та станцію юних техніків. У листопаді 1995 року обласну станцію юних натуралістів реорганізовано в обласний дитячий еколого–натуралістичний центр, а 10 червня 2013 року — в комунальний заклад Львівської обласної ради «Львівський обласний центр еколого-натуралістичної творчості учнівської молоді». Нині тут діє цей заклад та Львівський обласний центр науково-технічної творчості учнівської молоді.
№ 134, 136, 138, 140, 142, 144 — пізньосецесійні кам'яниці (колишня адреса — вул. Святої Софії, 50, 52, 54, 54а, 56, 56а), збудовані у 1911—1914 роках, доповнюють попередній ансамбль декоративної сецесії. Будинок № 134 стилізований під неоготику, у якому за Польщі містилося будівельне підприємство Срочинського; № 136 — завершений неоренесансним аттиком. Будинок № 144, збудований 1913 року за проєктом Зигмунта Федорського, оздоблений пілястрами іонічного ордеру й завершений трикутним фронтоном з рельєфним зображенням вершника роботи ймовірно Францішка Томаша Бєрната.
№ 135, 141. Будинки 1930-х років у стилі функціоналізму.
№ 143. Вілла (колишня адреса — вул. Понінського, 21) збудована у 1922 році за проєктом Яна Новорити для Бернарда Полонецького — видавця, власника «Польської книгарні» при площі Галицькій, 14, а пізніше — на вул. Клементини Танської, 1. На придбаній ділянці при вул. Понінського, 21 Полонецький створив великий квітковий сад та заснував квітникарську фірму «Город Полонецького», яка здобувала відзнаки на садівничих виставках.
№ 144. Житловий будинок (колишня адреса — вул. Святої Софії, 56а) збудований за проєктом архітектора Зиґмунта Федорського у 1913 році. На фасаді будинку вміщено барельєф «Вершник», ймовірно авторства скульптора Францішка Томаша Бєрната.
№ 145, 147. Два будинки, споруджені у 1920-х роках на початку вулиці Вербової.
№ 146. Кам'яниця на розі з вулицею Уласа Самчука, споруджена у 1930-х роках у стилі функціоналізму за проєктом архітектора Артура Шталя.
№ 148. 

Пам'ятка архітектури місцевого значення під охоронним № 760-м

Кам'яниця на розі з вулицею Уласа Самчука, споруджена у 1930-х роках у стилі функціоналізму за проєктом архітектора Артура Шталя.
№ 150. Вілла-палац (колишня адреса — вул. Понінського, 2), збудована у 1923—1925 роках у стилі модернізованої класики за проєктом архітектора Івана Багенського для торгівця тканинами, власника готелю «Європейський» Антонія Увєри. Будівля оздоблена ліпниною у стилях ампіру та ар-деко. У липні 1944 року у віллі Увєри містився штаб військової контррозвідки Першого українського фронту у Львові. У подальші роки вілла використовувалася як «генеральський» будинок, де мешкали вищі військові чини колишнього Прикарпатського військового округу і лише 1991 року передана Літературно-меморіальному музею Івана Франка.
№ 151, 153. 

Пам'ятка архітектури місцевого значення під охоронними №№ 341-м, 343-м.

Триповерхові вілли з необароковими вежами, збудували у 1922 році за проєктом архітектора Яна Новорити.
№ 152. 

Пам'ятка архітектури місцевого значення під охоронним № 342-м.

Вілла (колишня адреса — вул. Понінського, 3) належала видатному українському письменнику, вченому, політичному діячеві Іванові Франку.
У 1901—1902 роках будівничий Мартин Заходний (Захудний) збудував на сусідніх парцелах (конскрипційні номери 1560 ј та 1562 ј) за типовими проєктами дві вілли для провідних діячів НТШ — професора історії Львівського університету Михайла Грушевського та доктора Івана Франка.
|  | Я в році 1901 купив кусень ґрунту під містом, щоб поставити собі хату, і Франко захотів стати моїм сусідом. Я відступив йому частину ґрунту і ми разом згодили собі одного будівничого для будови обох хат і одночасно їх вибудували одним заходом. |

 — згадував пізніше М. Грушевський. Для придбання парцелі та будівництва вілли Іван Франко використав гроші, подаровані 1898 року галицькою громадою до 25-річного ювілею його літературної праці, частину посагу його дружини Ольги Хоружинської (1864–1941) та кошт, успадковані нею після смерті її діда російського генерала Таманова. Довелося також взяти позику в Галицькому крайовому банку (12 000 корон під 4 % річних).
Вілла Франка — мурована будівля у «швейцарському стилі» під черепичним дахом із ромбовим орнаментом, яка складалася з 5 кімнат і кухні в партері та двох кімнат — на другому поверсі. У власному будинку І. Франко прожив останні 14 років свого життя і помер тут 28 травня 1916 року. У похоронній процесії, яка рухалась нинішніми вулицями Франка, Грушевського, проспектом Шевченка, площами Галицькою та Соборною, вулицею Пекарською до Личаківського цвинтаря, взяло участь близько 10 000 осіб.
У 1920—1930-х роках в будинку мешкали вдова Івана Франка та його сини Тарас і Петро зі своїми родинами. 10 жовтня 1940 року тут відкрили Літературно-меморіальний музей Івана Франка, першим директором якого став його син Петро Франко, організатор та перший керівник літунського полку УГА, інженер, педагог, вивезений зі Львова у червні 1941 році енкаведистами та загинув за невідомих обставин у липні 1941 року.
Директорами музею були потім поет Петро Карманський, син Івана Франка, письменник та літературознавець Тарас, син Василя Стефаника Семен, Іван Кияшко, Марія Кіх. Нині музеєм керує письменник і науковець Роман Горак. Музей відкритий для відвідувачів щодня (крім вівторка) з 10 до 16 год. Перед будинком стоїть бронзове погруддя Івана Франка, виконане у 1949 році скульптором Григорієм Пивоваровим.
№ 152. 

Пам'ятка архітектури місцевого значення під охоронним № 1405-м

Вілла (колишня адреса — вул. Понінського, 6) професора історії Львівського університету, голови НТШ, потім — голови Української Центральної Ради та очільника Української Народної Республіки Михайла Грушевського. Віллу водночас із будинком Івана Франка будували під керівництвом архітектора й будівельного майстра Мартина Заходного, в необароковому стилі, з напівциркульними вікнами. Це одноповерхова будівля на високому цоколі з надбудованим над лівою частиною споруди другим поверхом.
Родина Грушевських мешкала тут до 1914 року. Перша світова війна застала професора з дружиною Марією з Вояковських (1868—1948) та донькою Катериною (1900—1943) на відпочинку у Криворівні на Гуцульщині. Перед наступом російських військ вони виїхали, не заїжджаючи до Львова, через Відень до нейтральної тоді Італії, а звідти — до Києва, де в Грушевських був будинок на вул. Паньківській, 9. 1909 року Грушевські збудували там велику чиншову кам'яницю, зруйновану більшовицькою артилерією Муравйова на початку 1918 року. До Львова Грушевські вже не повернулися. Їхньою віллою опікувалися Володимир Дорошенко, Кирило Студинський, Михайло Мочульський, Кость Паньківський, Філарет Колесса, який від 1932 року мешкав тут із родиною; правовими питаннями реальності займався Олександр Надрага. Після закінчення Другої світової війни, до 1949 року, у будинку мешкала родина тодішнього директора Літературно-меморіального музею І. Франка Тараса Франка. Згодом віллу Грушевського використовував Музей Франка, й екскурсоводи часом пошепки нагадували відвідувачам, хто був її власником.
У травні 1998 року на садибі Грушевських, у відреставрованій віллі, було створено Державний меморіальний музей Михайла Грушевського у Львові, директором якого є Заслужений працівник культури України Марія Магунь. Нині в садибі Грушевських відтворено інтер'єри кількох кімнат: салону, кабінету-робітні, гуцульської світлиці. Експозиція музею розповідає про життя та діяльність Михайла Грушевського і його родини.
Перед віллою стоїть стела з барельєфом Михайла Грушевського, встановлена у 1991 році (скульптор Еммануїл Мисько, архітектор Василь Каменщик). На території музею квітує сад, висаджений дев’ятьма європейськими президентами — В. Гавелом, Р. Герцогом, А. Гйонцем, А. Квасневським, Т. Клестілем, Е. Константінеску, М. Кучаном, Л. Кучмою та П. Стояновим, під час Львівського саміту глав держав Східної та Центральної Європи 15 травня 1999 року.
№ 156. Вілла (колишня адреса — вул. Понінського, 8) — одна з перших будівель на вул. Понінського, споруджена у 1892 році. 1906 року архітектором Філемоном Левицьким була проведена реконструкція вілли для професора Львівського університету Івана Копача. У 1926 році вілла перебудована у стилі модернізованої класики за проєктом Александра Остена на замовлення її власника — купця Яна Павловського.
Перед цим будинком 9 лютого 1944 року радянський диверсант-розвідник Микола Кузнєцов, перебраний в уніформу німецького офіцера, здійснив замах на віце-губернатора дистрикту Галичина Отто Бауера та шефа канцелярії президії галицької адміністрації Гайнріха Шнайдера.
У 1946 році цей будинок закріплений за Львівською обласною екскурсійно-туристичною базою. 1949 року обласну дитячу екскурсійно-туристичну станцію перейменовано на Львівську обласну туристичну базу. У 1952 році — на Львівську обласну туристичну базу перетворено на обласну екскурсійно-туристичну станцію, 1991 року — на Центр дитячого та юнацького туризму й екскурсій, 1996 року — на Львівський обласний центр краєзнавства, екскурсій і туризму учнівської молоді (ЛОЦКЕТУМ), 2010 року — на Комунальний заклад Львівської обласної ради «Львівський обласний Центр, краєзнавства, екскурсій і туризму учнівської молоді».
За цією ж адресою розташоване депо дитячої вузькоколійної залізниці, яка функціонує на території Стрийського парку з 1950-х років. Її колія йде паралельно вул. Івана Франка й колись доходила до рогу вул. Стрийської та Гвардійської (станція «Піонерська»). У 1980-х років її лінія була скорочена до рогу вул. Стрийської та Козельницької (станція «Сонячна»).
№ 157. Житловий будинок (колишня адреса — вул. Понінського, 33), збудований у 1926 році у стилі неокласицизму за проєктом архітектора Адольфа Віктора Вайса для власника друкарні Піллерів, президента Королівського столичного міста Львова Юзефа Ноймана. За радянських часів будівлю перебудували й у ній містився будинок культури підприємства «Львівенерго», пізніше — заводу «Львівприлад». Від 2000 р. тут міститься Львівський міський відділ реєстрації актів цивільного стану Головного територіального управління юстиції у Львівській області.
Між житловими будинками на вулиці Івана Франка, 157а та вулиці Енергетичній, 19 зростає 150-літній дуб, якому рішенням виконкому ЛМРвід 25 лютого 2021 року надано статус ботанічної пам'ятки природи місцевого значення «Віковий дуб». Дерево має 5-метровий обхват стовбура. Це найбільший за таким показником дуб на території Львова.
№ 159. З цього будинку (колишня адреса — вул. Понінського, 35) на початку 1920-х років розпочалася забудова мікрорайону «Власна Стріха», що тягнеться далі нинішньою вулицею Панаса Мирного.
№ 161. Чотириповерховий житловий будинок, збудований у 1950-х роках, із солідними арками вітрин вбудованого «Гастроному» та іншими елементами сталінського класицизму. На початку 1990-х років приміщення колишнього «Гастроному» викупило ПП «Бон Тон» і відтоді там працює магазин споживчих товарів «Бон-Тон».
№ 161а. Невеличкий двоповерховий будиночок, збудований на початку XXI століття — ресторан кавказької кухні «Арагві».

## Транспорт
Вулиця Івана Франка відіграє одну з ключових ролей у транспортному сполученні у центральній частині міста. Вже у 1895 році частиною сучасної вулиці Івана Франка — від початку до школи Святої Софії було прокладено трамвайну колію, а у 1907 році трамвайна колія була продовжена до місця проведення виставки у Стрийському парку. У 1936 році трамвайну колію було продовжено до вулиці Козельницької, а звідки до Стрийської рогатки. Однак вже у 1940 році ділянка від вулиці Івана Франка до Стрийської рогатки була розібрана, а також була закрита трамвайна лінія у Стрийському парку. Від перетину з вулицею Парковою до перетину з вулицею Ярославенка до початку 1970-х років курсував трамвайний маршрут № 10. Маршрутом курсували двохсторонні вагони Sanok SW1. У 1972 році в зв'язку з тим, що трамваї такого типу повністю вичерпали свій експлуатаційний ресурс, рух трамваїв по горішній частині вулиці Івана Франка було припинено. Станом на вересень 2022 року нижньою частиною вулиці Івана Франка курсують трамвайні маршрути № 1, 3, 4, 9.
Також вулиця Франка має чимало автобусних маршрутів, відповідно до нової транспортної схеми, яка була запроваджена у Львові у 2012 році тут проходять міські автобуси № 3а, 4а, 46, маршрутні таксі № 7, 15, 18, 24, 26, 30, 35, 36, 37, 38, 39, 43, 45, 48, 52, 54.

## Екологічні проблеми
Велика кількість трамваїв, маршрутних автобусів, а також приватних автомобілів робить ділянку вулиці Івана Франка від площі Соборної до вулиці Левицького однією з найбільш насичених транспортом, що призводить до постійних заторів у цій частині вулиці. Станом на лютий 2014 року ця ділянка вулиці визнана на однією з найзабрудненіших у місті — вміст шкідливих речовин у повітрі тут суттєво перевищує допустимий.